# Emajõgi
Emajõgi er en flod, som som forbinder søerne Võrtsjärv og Peipus i Estland. Floden løber gennem Estlands næststørste by Tartu og har en længde på 101 km. Den er en stille flydende flod med en højdeforskel på kun 3,7 meter mellem indløb og udløb. Navnet Emajõgi betyder "Moderfloden" på estisk.